# Thomas Brezinka
Thomas Brezinka (* 5. Mai 1961 in Innsbruck) ist ein österreichischer Dirigent, Musikwissenschaftler, Kulturmanager und Dozent.

## Leben
Thomas Brezinka, ein Sohn von Wolfgang und Erika Brezinka, absolvierte 1980 das Abitur in Konstanz und studierte im Anschluss Oboe bei Arthur Jensen am Mozarteum in Salzburg sowie Dirigieren bei Otmar Suitner und Musikwissenschaft bei Hartmut Krones. An der Universität für Musik und darstellende Kunst Wien wurde Brezinka zum Magister Artium und zum Doktor der Philosophie promoviert. Hinzu kam ein Abschluss im Fach Kulturmanagement an der FernUniversität Hagen. Nach kurzer Tätigkeit als Korrepetitor in Baden wurde er 1990  Dirigent des Staatlichen Orchesters Wernigerode, mit dem er zum Tag der Deutschen Einheit 1990 in der Sylvestrikirche sein erstes Konzert gab. 1993 legte er dieses Amt nieder.
1997 gründete Brezinka das Orchester Ensemble NiederRhein, dessen Kinderkonzertreihen überregionale Bekanntheit erlangten. Seit 2001 ist Brezinka Geschäftsführer des notabu.ensemble neue musik Düsseldorf und seit 2002 Leiter der Dom-Musikschule Xanten.
Daneben leitete Brezinka im Rahmen des Studiengangs Kulturmanagement an der FernUniversität Hagen 2001–2005 Seminare über Orchestermanagement und betätigte sich als Mitarbeiter der Enzyklopädie „Die Musik in Geschichte und Gegenwart“ sowie als Autor eigener Buchveröffentlichungen und Artikeln in Fachzeitschriften.

## Veröffentlichungen
- Max Brand (1896–1980) – Leben und Werk. Selbstverlag, Wien 1989; Musikverlag Katzbichler, Salzburg/München 1995. ISBN 3-87397-134-8
- Erwin Stein – Ein Musiker in Wien und London. Böhlau, Köln/Weimar/Wien 2005. ISBN 3-205-77384-5
- Orchestermanagement – Ein Leitfaden für die Praxis. Bosse, Kassel 2005. ISBN 3-7649-2461-6